# Musée de France
Musée de France ist ein Status für Museen in Frankreich. Dieser wurde im Jahr 2002 im Gesetz „n° 2002-5 du 4 janvier 2002 relative aux musées de France“ verankert. Der Status kann durch den französischen Kulturminister nach Beratung mit dem Haut Conseil des Musées de France gewährt werden. Museen erhalten diesen Status vorbehaltlich einer Überprüfung durch die Contrôle technique et scientifique de l'Etat.

## Aufgaben der Museen
Ihre Aufgaben sind
- Erhaltung, Wiederherstellung, Studium und Erweiterung ihrer Sammlungen
- Gewährung des Zugangs für ein möglichst breites Publikum
- Beteiligung an Bildungs- und Forschungsaktivitäten

Die Sammlungen der Musées de France in Frankreich sind im öffentlichen Besitz und als solche unveräußerlich. Daraus folgt, dass jede Entscheidung, Stücke zu verkaufen, nur nach Rücksprache mit einem staatlichen wissenschaftlichen Ausschuss möglich ist.

## Liste
| Name                                                                                    | Stadt                 | Besucher 2009 | Besucher 2010 | Besucher 2011 |
| --------------------------------------------------------------------------------------- | --------------------- | ------------- | ------------- | ------------- |
| Musée du Louvre                                                                         | Paris                 | 8.356.000     | 8.430.331     | 8.413.995     |
| Schloss Versailles                                                                      | Versailles            | 6.725.000     | 7.396.929     | 7.721.244     |
| Centre Pompidou                                                                         | Paris                 | 3.270.884     | 4.133.558     | 3.786.221     |
| Musée d’Orsay                                                                           | Paris                 | 3.007.868     | 3.013.980     | ?             |
| Musée de l’Armée                                                                        | Paris                 | 1.266.178     | 1.221.796     | 1.427.425     |
| Musée du quai Branly                                                                    | Paris                 | 1.391.130     | 1.496.439     | 1.326.154     |
| Musée Carnavalet, Katakomben und Krypta von Notre Dame                                  | Paris                 | 717.443       | 990.477       | 1.091.105     |
| Petit Palais, musée des beaux-arts de la ville de Paris                                 | Paris                 | ?             | 475.934       | 695.755       |
| Musée national de l’Orangerie des Tuileries                                             | Paris                 | 543.744       | 568.586       | 690.958       |
| Musée d’art moderne de la Ville de Paris                                                | Paris                 | 809.801       | 707.453       | 685.576       |
| Grande galerie de l’évolution du Muséum national d’histoire naturelle                   | Paris                 | 595.680       | ?             | ?             |
| Musée des arts décoratifs                                                               | Paris                 | 457.005       | 454.774       | 548.757       |
| Musée national Auguste Rodin                                                            | Paris                 | 762.296       | 693.841       | 441.777       |
| Mémorial de Caen                                                                        | Caen                  | 390.000       | ?             | ?             |
| Musée du château de Fontainebleau                                                       | Fontainebleau         | 384.039       | 346.384       | 384.786       |
| Musée du Débarquement                                                                   | Arromanches-les-Bains | 328.681       | ?             | ?             |
| Cité de l’architecture et du patrimoine                                                 | Paris                 | 332.804       | ?             | 322.434       |
| Musée des beaux-arts de Rouen                                                           | Rouen                 | 95.791        | 92.281        | 314.688       |
| Musée national du Moyen Âge – Thermes de Cluny                                          | Paris                 | 360.100       | 314.557       | 305.984       |
| Musées du Palais des archevêques de Narbonne                                            | Narbonne              | 372.773       | 303.768       | 305.450       |
| Galerie de paléontologie et d’anatomie comparée du Muséum national d’histoire naturelle | Paris                 | 305.299       | ?             | ?             |
| Musée des beaux-arts de Lyon                                                            | Lyon                  | 259.403       | 302.800       | 292.147       |
| Musée Fabre                                                                             | Montpellier           | 383.171       | 290.566       | 291.496       |
| Musées de Blois                                                                         | Blois                 | 265.767       | ?             | 262.301       |
| Château-musée d’histoire et d’archéologie des Baux-de-Provence                          | Les Baux-de-Provence  | 260.292       | ?             | ?             |
| Musée de l'Air et de l'Espace                                                           | Le Bourget            | 259.539       | ?             | ?             |
| Musée national Picasso                                                                  | Paris                 | 249.775       | ?             | ?             |
| Muséum d’histoire naturelle de Besançon et musée comtois                                | Besançon              | 248.704       | ?             | ?             |
| La Piscine – Musée d’art et d’industrie André-Diligent                                  | Roubaix               | 185.940       | 207.609       | 228.825       |
| Musée national des arts asiatiques – Guimet                                             | Paris                 | 323.274       | 211.930       | 224.108       |
| Musées de Saint-Nazaire                                                                 | Saint-Nazaire         | ?             | 219.534       | ?             |
| Palais des Beaux-Arts de Lille                                                          | Lille                 | 286.483       | 229.748       | 206.612       |
| Musée national des Techniques (Conservatoire national des arts et métiers)              | Paris                 | 203.066       | ?             | ?             |
| Muséum d'histoire naturelle de Toulouse                                                 | Toulouse              | 199.532       | ?             | ?             |
| Musée national de l’Automobile – Collection Schlumpf                                    | Mulhouse              | 192.889       | ?             | ?             |
| Musée Unterlinden                                                                       | Colmar                | 192.530       | ?             | ?             |
| Musée départemental Arles antique                                                       | Arles                 | 183.074       | 323.137       | ?             |
| Musée national de la Marine                                                             | Paris                 | 243.283       | 169.743       | 170.004       |
| Musée du Château des ducs de Bretagne                                                   | Nantes                | 167.867       | ?             | ?             |
| Musée d’Art Moderne et d’Art Contemporain                                               | Nizza                 | 157.670       | 163.803       | 162.951       |
| Musée de Grenoble                                                                       | Grenoble              | 160.520       | 256.154       | 176.457       |
| Musée des Beaux-Arts de Dijon                                                           | Dijon                 | 160.263       | 184.934       | 154.127       |
| Musée de la Mine – Centre historique minier                                             | Lewarde               | 151.760       | ?             | ?             |
| Musée des Beaux-Arts de Caen                                                            | Caen                  | ?             | ?             | 151.577       |
| Musée de la musique                                                                     | Paris                 | 124.682       | 192.744       | 147.675       |
| Musée des Beaux-Arts de Nantes                                                          | Nantes                | 112.425       | 154.479       | 135.338       |
| Musée Granet                                                                            | Aix-en-Provence       | ?             | 434.871       | 129.103       |
| Musée de Normandie                                                                      | Caen                  | 119.090       | 112.452       | 116.132       |